# 775
Вижте пояснителната страница за други значения на 775.

## Събития
- 775 – хан Телериг узнава с хитрост имената на византийските шпиони и ги избива

## Родени
- Лъв V Арменец, император на Византия

## Починали
- 14 септември – Константин V Копроним, византийски император